# Ugali

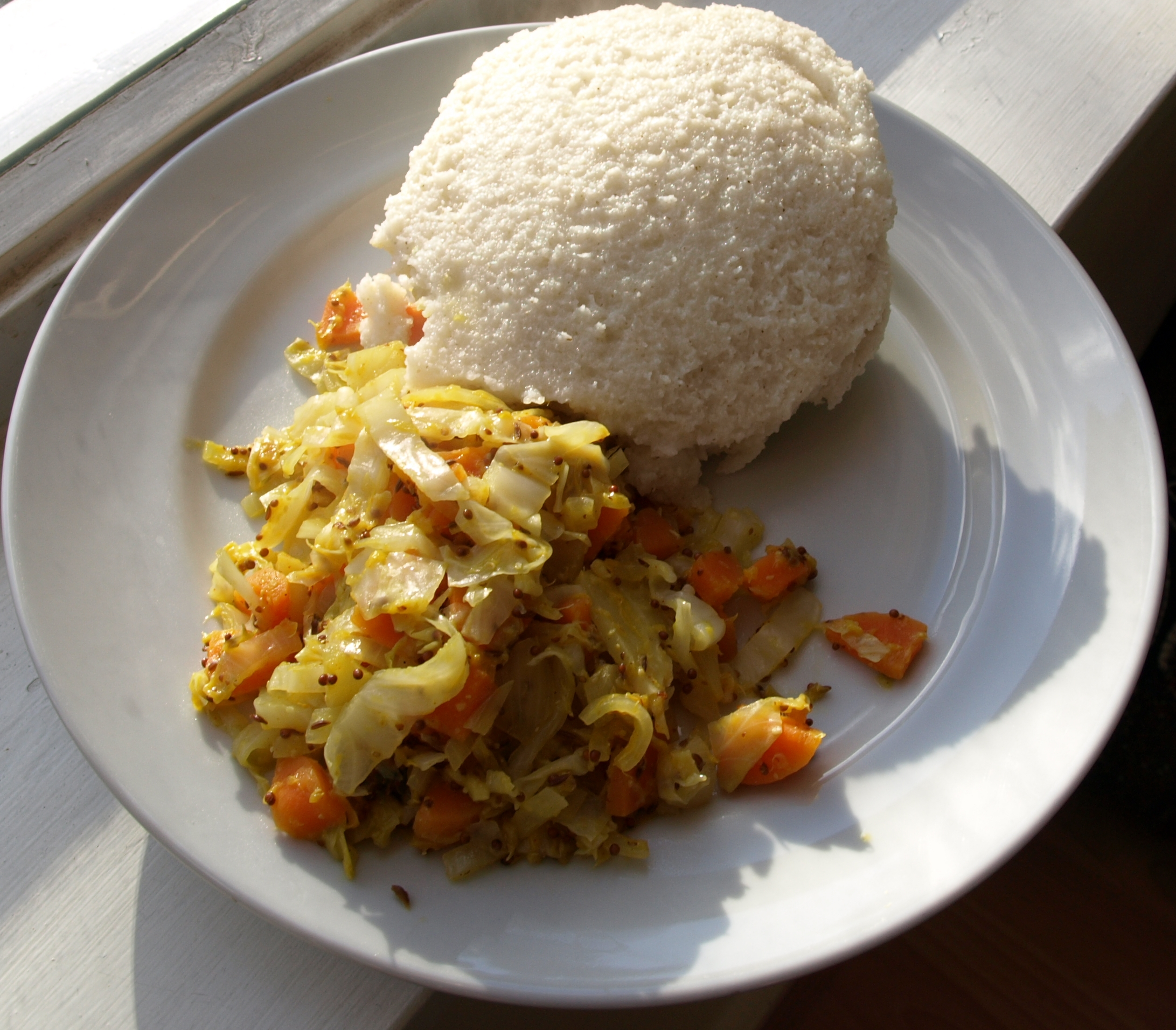
Ugali ăn với bắp cải

Ugali hoặc còn gọi là Posho hay Sima là một loại bột ngô làm từ ngô (bắp) hoặc cám ngô ở một số quốc gia ở Châu Phi Ugali đôi khi được làm từ các loại bột khác, chẳng hạn như bột kê hoặc lúa miến, và đôi khi được trộn với bột sắn. Loại bột ngô này được nấu trong nước sôi hoặc có chế thêm sữa cho đến khi đạt được độ đặc quánh giống như bột nhào hoặc đến khi có độ chắc. Năm 2017, món ăn này được xếp vào Danh sách Di sản văn hóa phi vật thể đại diện của nhân loại của UNESCO, là một trong số ít món ăn trong danh sách này. Từ Ugali là một thuật ngữ trong ngôn ngữ châu Phi bắt nguồn từ tiếng Swahili; nó còn được gọi thông dụng là Nsima trong các ngôn ngữ Malawi như Chichewa và Chitumbuka. Ở các vùng của Kenya, món ăn còn có tên thân mật là nguna.
Ugali (khi được nấu thành cháo, nó được gọi là Uji) được ăn kèm với khoai lang, chuối chín, khoai tây và thậm chí cả bánh mì. Ugali dạng bánh khô thường được dùng với rau sống, món hầm hoặc Sukumawiki (còn được gọi là cải xoăn). Ugali là một loại thực phẩm thiết yếu cung cấp tinh bột phổ biến nhất trong các món ăn địa phương của vùng Hồ Lớn Châu Phi và Nam Phi. Khi Ugali được làm từ một loại tinh bột khác, nó thường được đặt tên theo vùng cụ thể. Cách ăn Ugali truyền thống (và phổ biến nhất ở các vùng nông thôn) là dùng tay phải lăn một cục thành một viên rồi chấm vào nước sốt hoặc món hầm gồm rau xay nhuyễn hoặc thịt. Người ta bấm vào viên bộ tạo chỗ lõm bằng ngón tay cái để xúc và quấn quanh các miếng thịt để gắp chúng giống như cách mà bánh mì dẹt được dùng để vét đồ. Ugali còn sót lại cũng có thể được dùng với trà vào sáng hôm sau.

## Tên gọi
Loại bột ngô này có rất nhiều tên gọi được biết đến ở các địa phương như:
- Agidi – Người Igbo, Nigeria

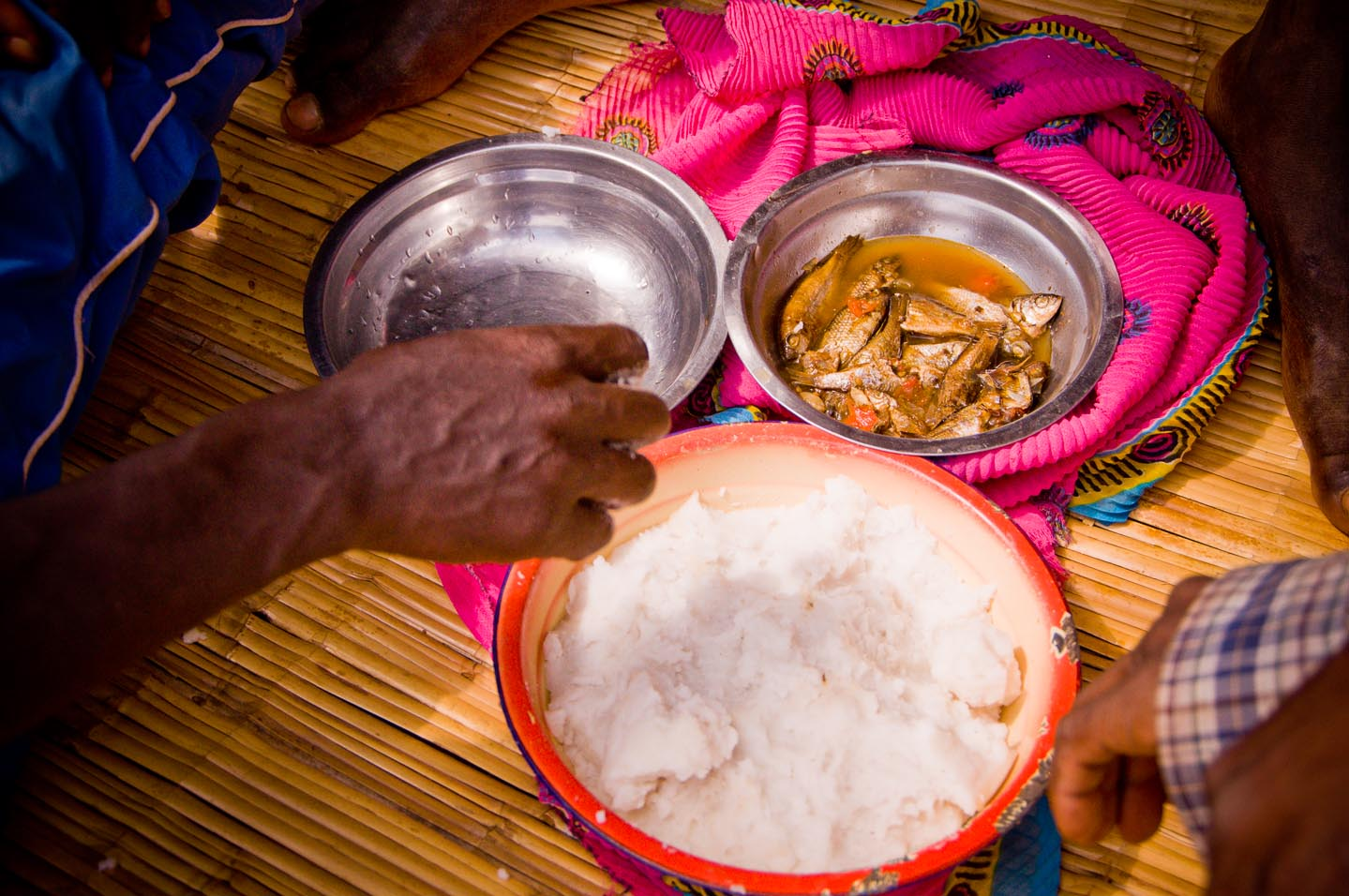
Ugali trong bữa ăn hàng ngày của người Yawo

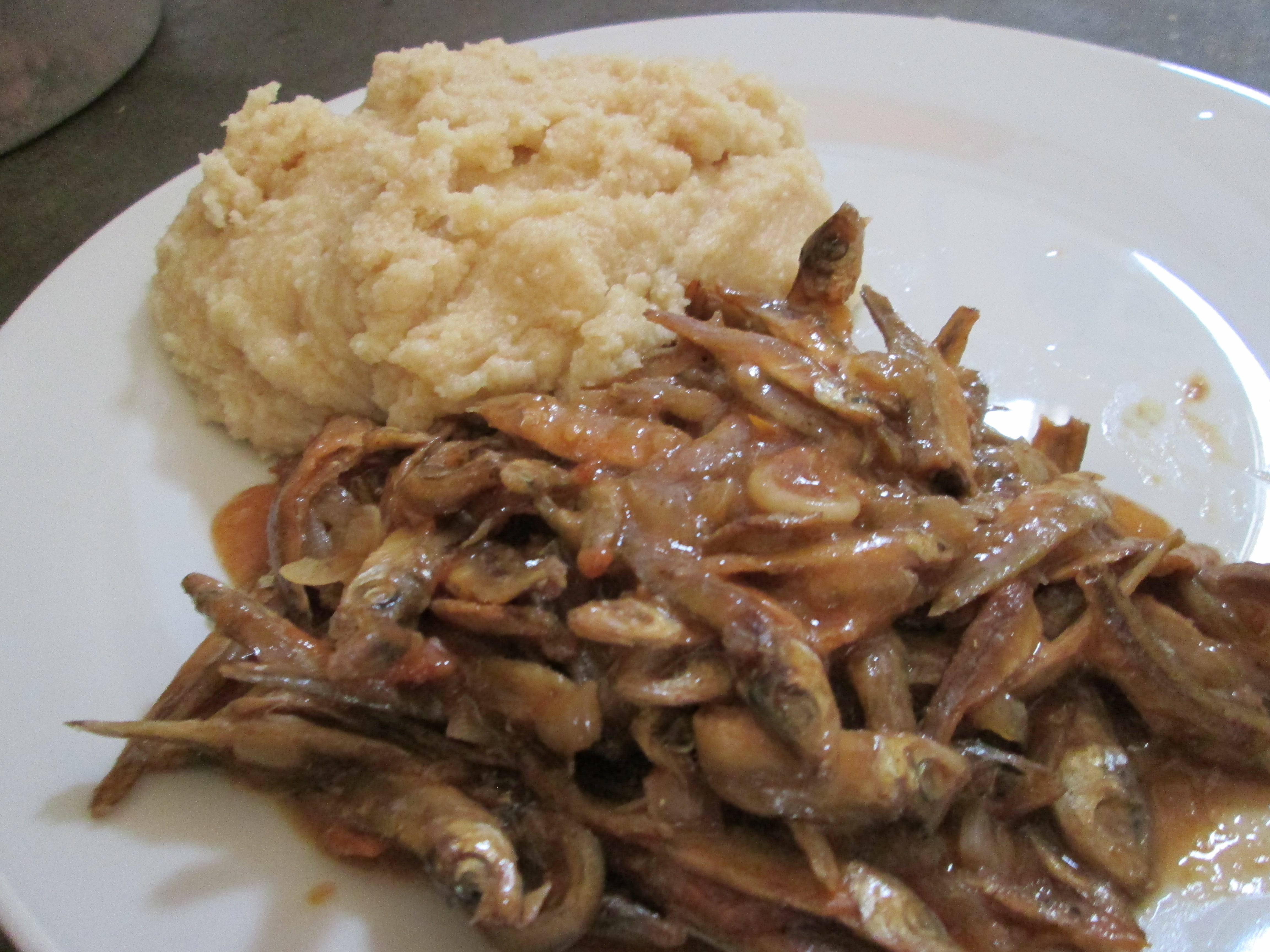
Ugali ăn với cá nhỏ

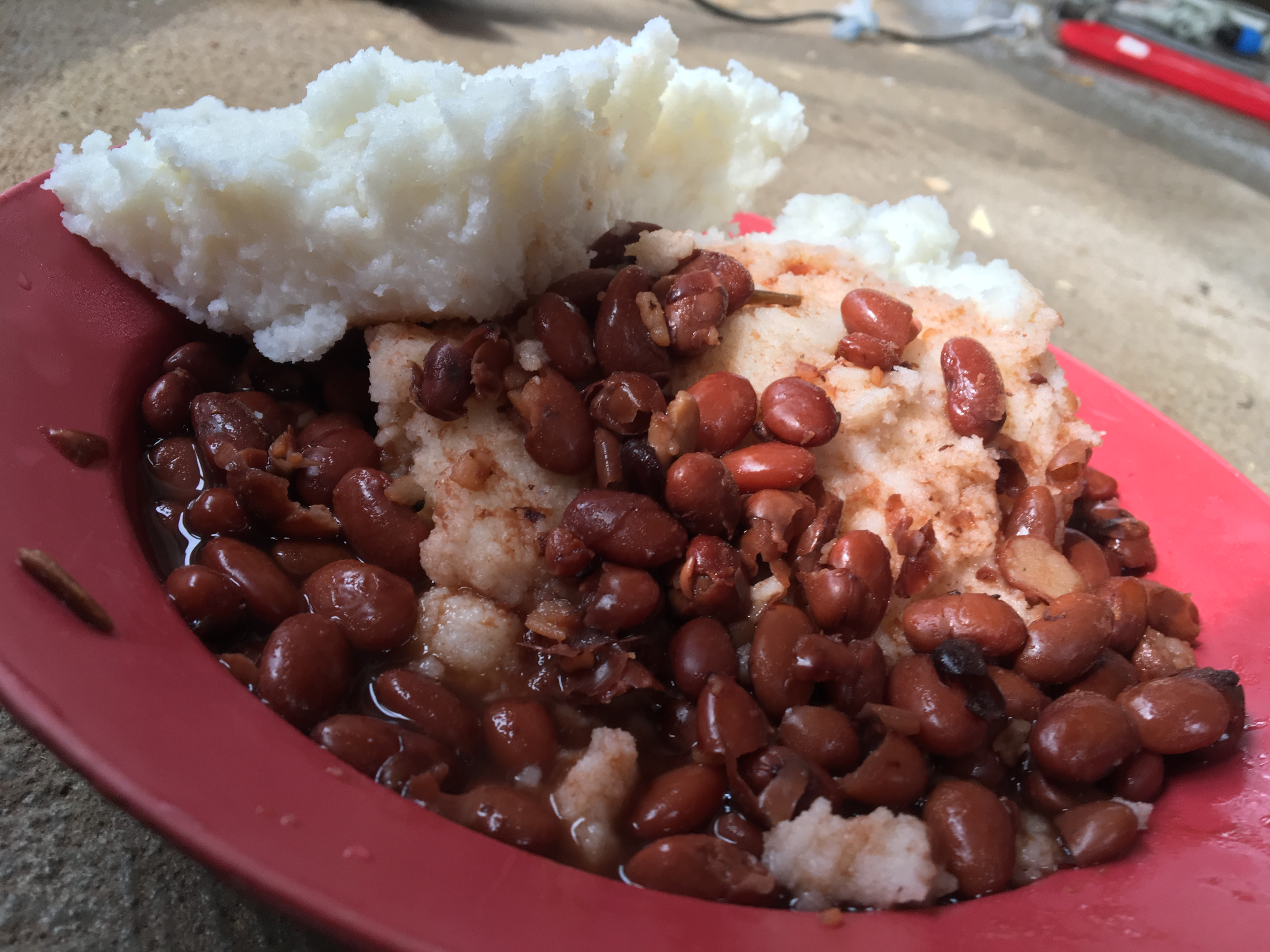
Ugali ăn với đậu ván

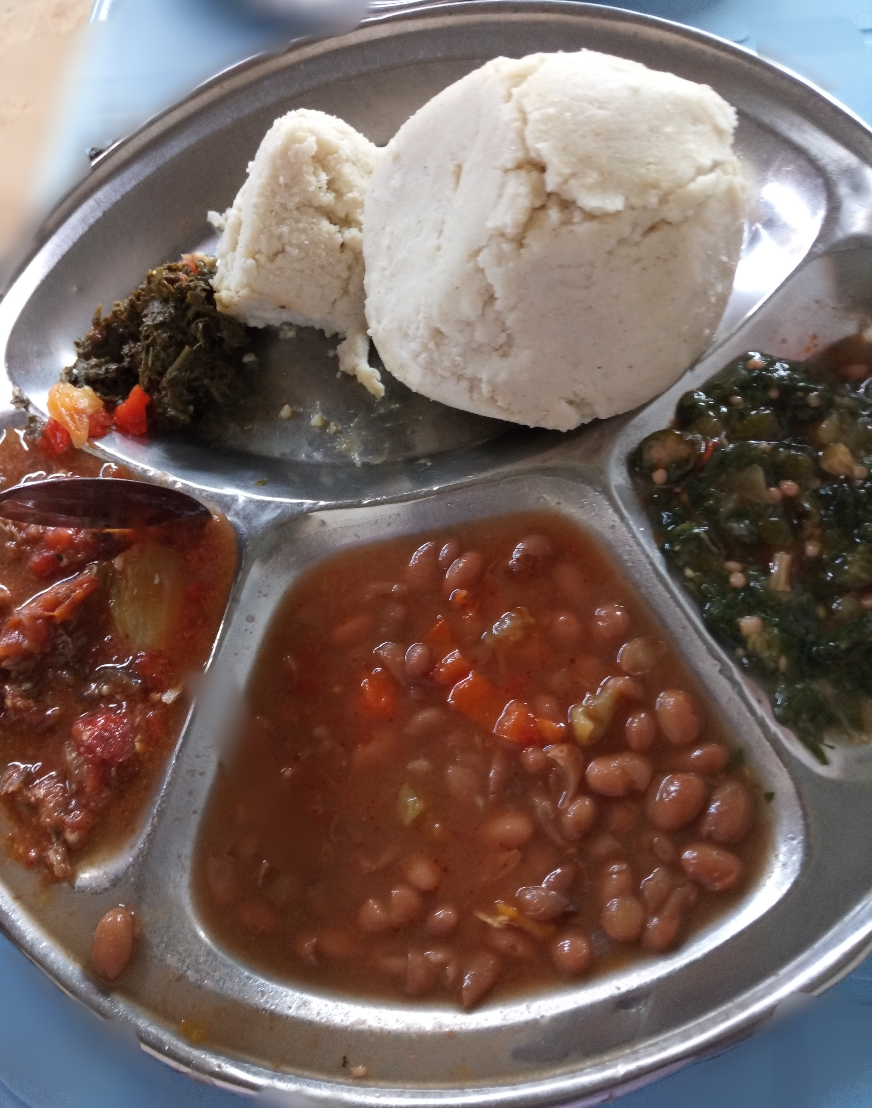
Ugali trong một bữa ăn

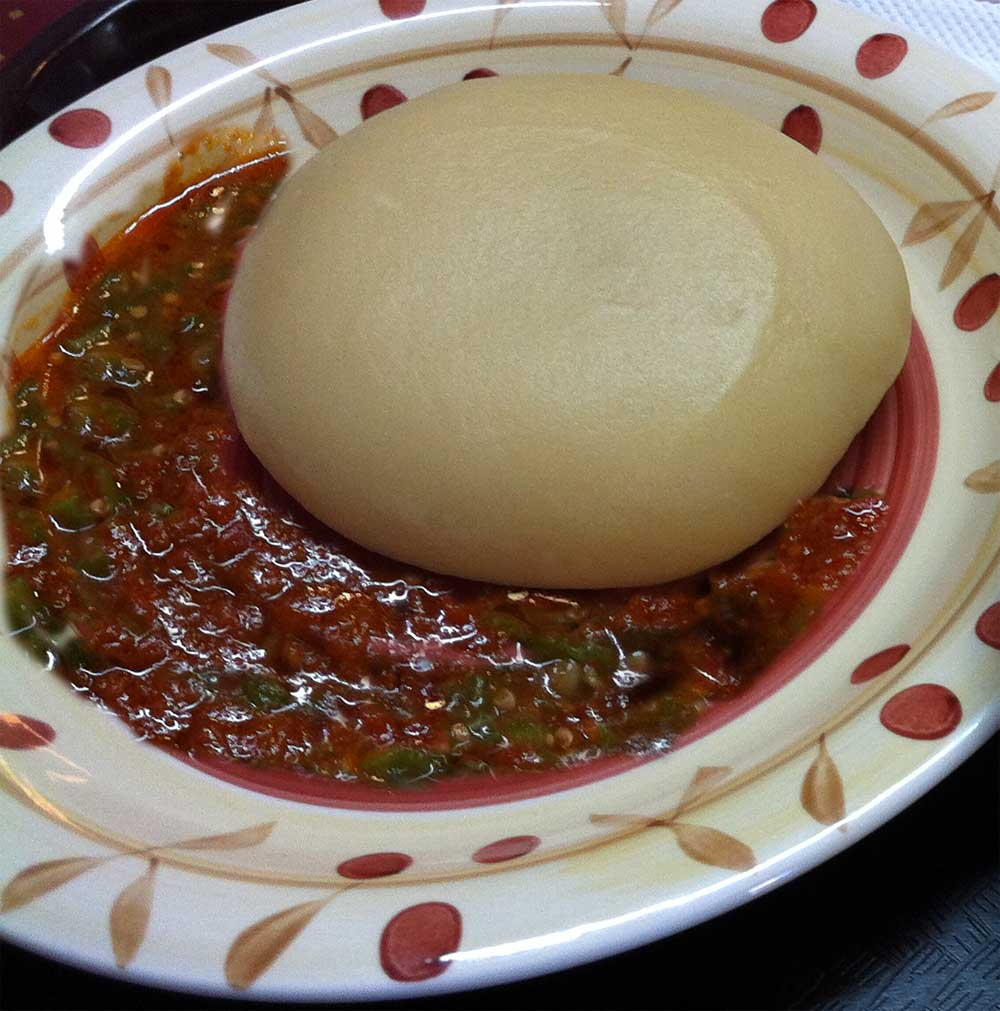
Ugali ăn với súp sệt

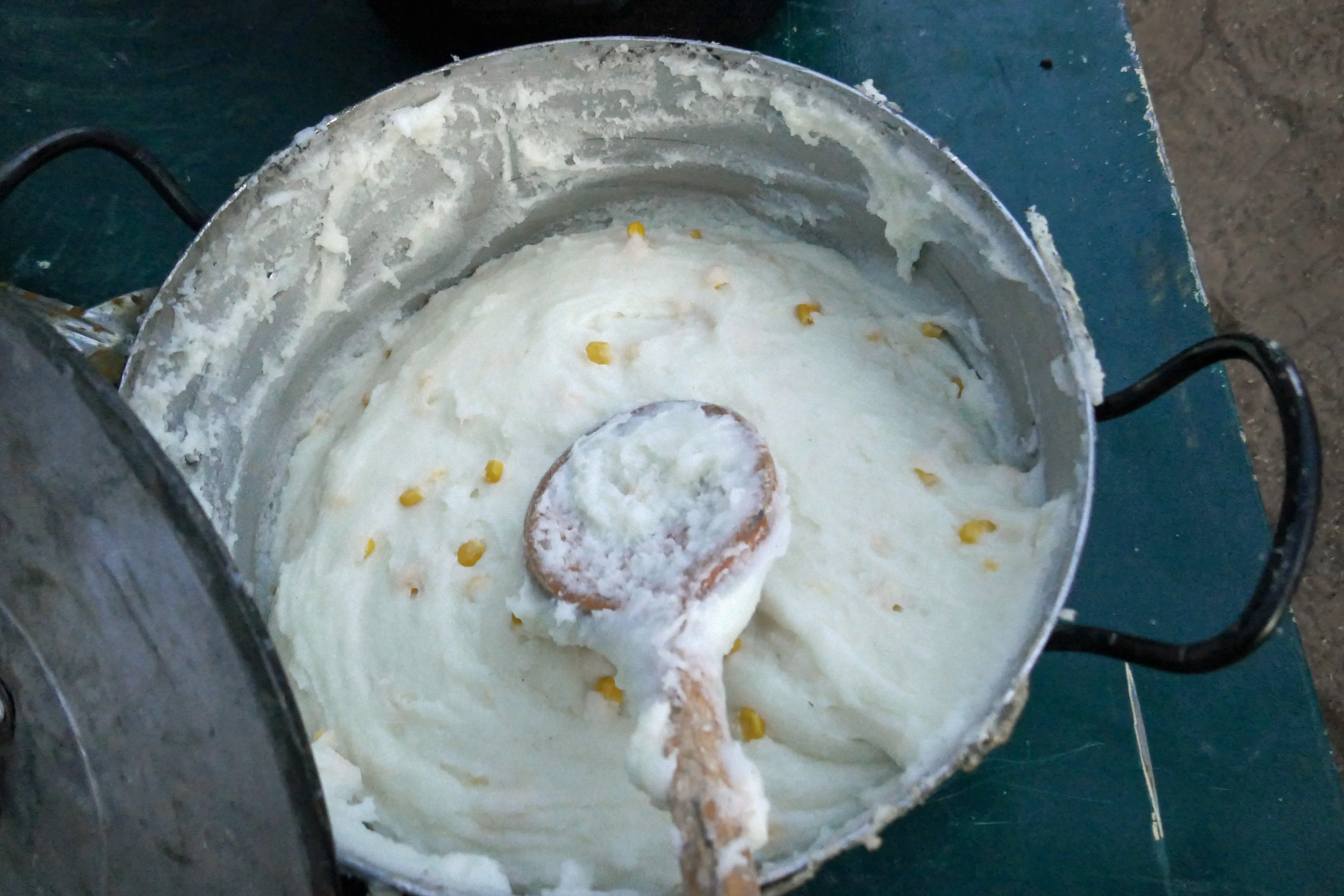
Nấu Ugali

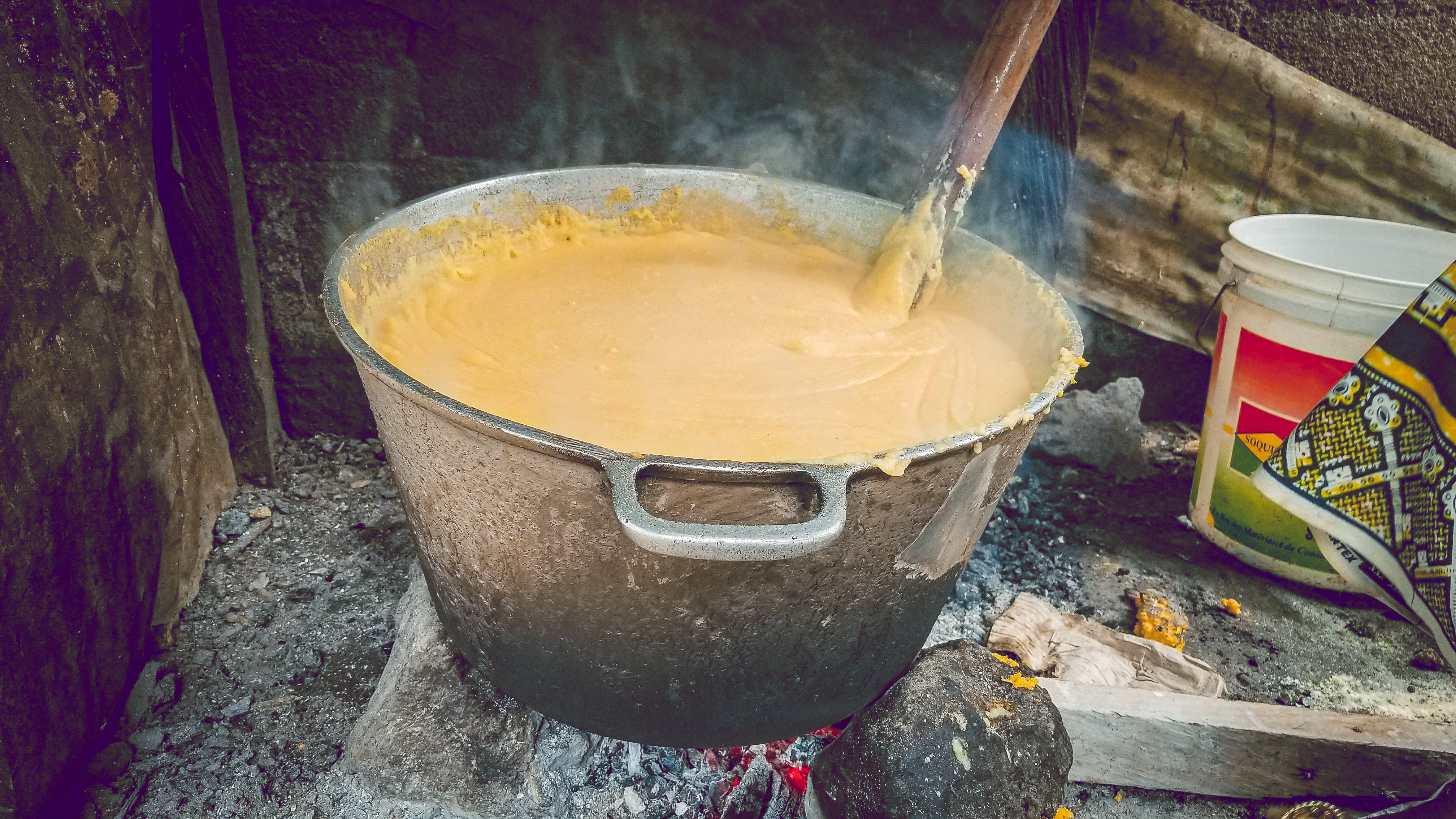
Nấu Ugali

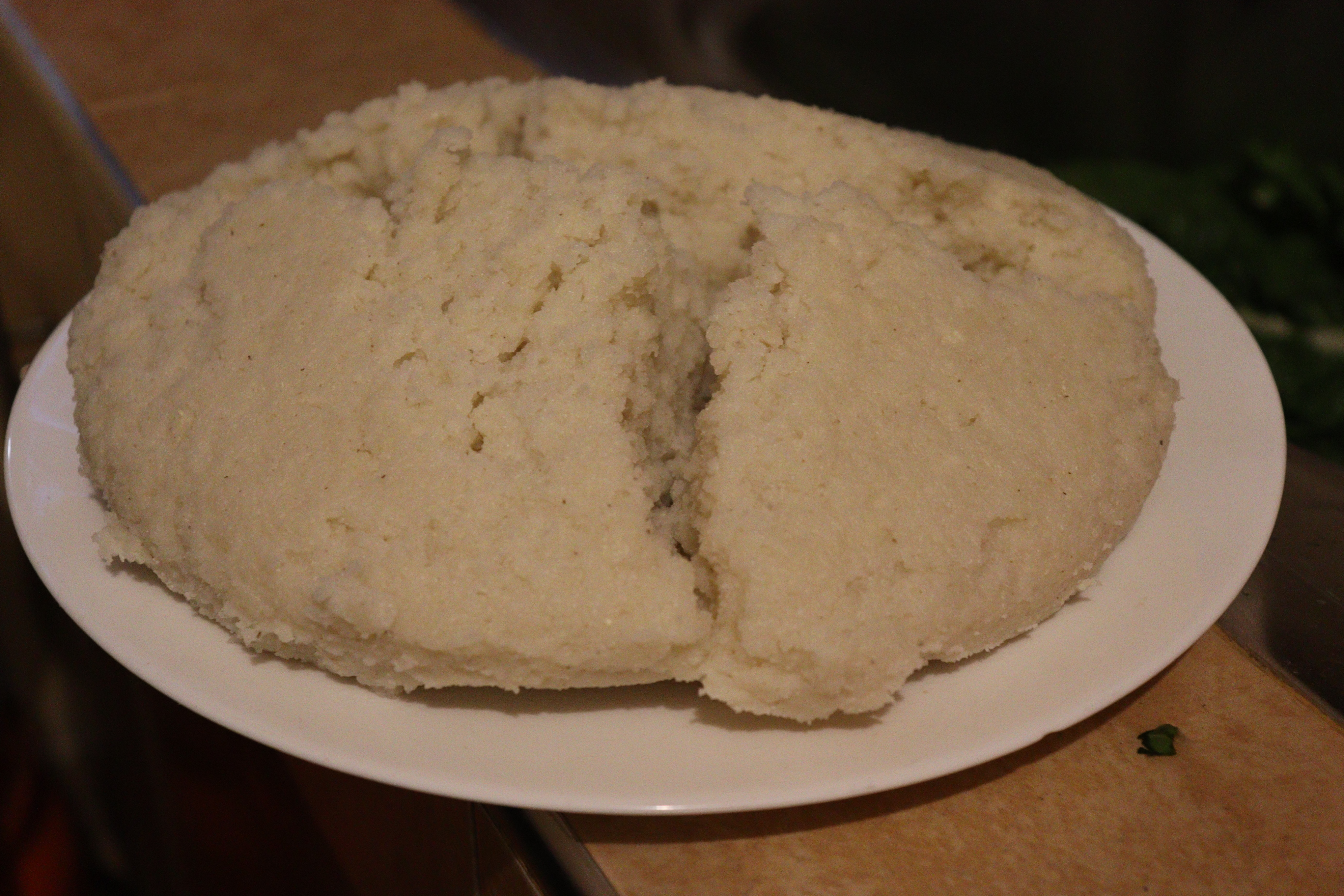
Ugali dạng bột cám ngô

- Akple – Người Ewe, Akumè – Mina – Togo
- Busuma [Bukusu] – Kenya
- Bando – Người Soga, Uganda
- Bidia – Cộng hòa Dân chủ Congo[7]
- Bogobe/Phaletšhe – Botswana, Nam Phi
- Bugali – Burundi, Cộng hòa Dân chủ Congo, Sudan, Nam Sudan, Rwanda
- Buhobe – Người Lozi[8]
- Buru – Kenya, Người Luo
- Busima – Bagisu, Uganda
- Chenge –  Kenya, Luo
- Chima – Mozambique
- Couscous de Cameroon – Cameroon
- Dona
- Fitah – Sudan, Nam Sudan, Congo
- Foutou – Bờ Biển Ngà
- Fufu – Sierra Leone
- Funge de milho – Angola (miền Bắc)
- Sadza – Kalanga, Botswana và Zimbabwe
- Isitshwala – Botswana, Người Ndebele
- Isishwala – Nam Phi, Người people
- Kawunga – Người Ganda, Uganda
- Kimnyet – Người Kalenjin, Kenya
- Kuon – Kenya, Người Luo
- Kwen wunga – tiếng Alur, Uganda
- Lipalishi – Eswatini
- Mdoko – Người Zulu, Nam Phi
- Mieliepap – Lesotho,[7] Nam Phi[7][9]
- Mogo –  Kenya, Luo
- Moteke – DR Congo[7]
- Mutuku – Nam PHi[7]
- Nfundi – Cộng hòa Congo[7]
- Ngima – Người Kamba, Kenya, Người Kikuyu
- Nkima – Kenya, Người Meru
- Nshima – DR Congo Kasai
- Nsima – Malawi,[7] Zambia[7]
- Obokima – Kenya, Người Kisii
- Obusuma – Kenya, Bộ tộc Nyole[10]
- Eko – Nigeria, Yoruba
- Oshifima – Namibia Người Ovambo
- Pap – Namibia, Nam PHi[11]
- Papa/Bogobe – Lesotho,[7] South Africa[7]
- Pâte [Pháp] – Togo
- Phuthu/phalishi – Người Zulu, Nam PHi[12]
- Pirão – Angola (miền Nam)
- Posho – Uganda[13]
- Saab – Ghana, Người Kusasi
- Sadza – Người Shona[7][14]
- Sakora – Nigeria
- Sakoro – Ghana
- Sembe – Tanzania, Kenya
- Shadza – Người Kalanga, Botswana
- Shima
- Shishima – Zambia
- Sima – Chewa,[15] người Tumbuka, và người Ngoni[8]
- Soor – Somalia,[7] Zambia[7]
- Tuozafi (hoặc T.Z.) – Ghana
- Tuwo – Hausa, Nigeria
- Ubugali – Rwanda
- Ubwali – Người Bemba[8]
- Ugali – Kenya,[7] Malawi, Mozambique, Tanzania,[7] Uganda,[7] Người Yao, Swahili
- Um'ratha –  Người Ndebele, Nam Phi
- Upswa – Mozambique[7]
- Bohobe – Sotho, Nam Phi, Lesotho
- Vhuswa – Người Venda, Nam Phi
- Vuswa – Người Tsonga, Nam Phi
- Xima – Mozambique[7]